# Zaza Pačulija
Zaza Pačulija (rodným jménem Zaur Pačulija; gruzínsky: ზაზა ფაჩულია; 10. února 1984 Tbilisi) je bývalý gruzínský basketbalista. Strávil šestnáct sezón v americké NBA. Dvakrát v ní slavil vítězství (2017, 2018), v dresu Golden State Warriors, kde působil v letech 2016–2018. Hrál též za Orlando Magic (2003–2004), Milwaukee Bucks (2004–2005, 2013–2015), Atlantu Hawks (2005–2013), Dallas Mavericks (2015–2016) a Detroit Pistons (2018–2019). V základní části NBA odehrál 1098 utkání a dalších 73 přidal v play-off. V Evropě začal kariéru v tureckém Ülkeru (1999–2003), s nímž v roce 2001 vyhrál tureckou ligu. Do Turecka se vrátil krátce roku 2011 při pozastavení NBA, působil tehdy v dresu Galatasaraye. Za oba turecké kluby odehrál 31 zápasů v Eurolize. Národní tým jako kapitán dovedl na tři závěrečné turnaje mistrovství Evropy (2011, 2015 a 2017). V roce 2017 zranil hvězdu San Antonia Kawhiho Leonarda, načež čelil výhrůžkám smrtí. Ve stejném roce obdržel od gruzínského prezidenta Giorgi Margvelašviliho státní vyznamenání Řád cti. Hráčskou kariéru ukončil roku 2019 a nastoupil do funkcionářského týmu Golden State Warriors. Mohl se s ním radovat z vítězství v NBA v roce 2022. Roku 2016 v rodném Tbilisi založil basketbalovou akademii. "Zaza" byla původně jeho přezdívka, ale nakonec se nechal takto oficiálně přejmenovat.